# Skogssävssläktet
Skogssävssläktet (Scirpus) är ett släkte med högväxta, kraftigt byggda, fleråriga halvgräs med grov och krypande jordstam. Stråna är trekantiga, upprätta eller ibland nedböjda och rikbladiga. Bladen är platta, breda och ofta nående över strået. Axsamling har de i stråtoppen som är grenig och yvig. Axen är små, gyttrade eller ensamma och mångblommiga. Axfjällen är svartbruna och hela. Blommorna är tvåkönade, med sex kalkborst. Tre ståndare, ett stift och tre märken. Nöten är trekantig.
Kromosomtal: 2n=56, 58 (bågsäv), 2n=62, 64 (skogssäv). 
Skogssävssläktet omfattade förut ett stort antal svenska halvgräs, men numera har det delats i flera mindre släkten och alla arter utom två har flyttats till något av släktena småsävssläktet (Eleocharis), havssävssläktet (Bolboschoenus), sävsläktet (Schoenoplectus), borstsävssläktet (Isolepis), flytsävssläktet (Eleogiton), plattsävssläktet (Blysmus) eller tuvsävssläktet (Trichophorum). 
Släktet har omkring 20 arter, i Sverige förekommer de två arterna skogssäv (S. sylvaticus) och bågsäv (S. radicans).
Släktnamnet Scirpus användes som namn på en säv av romaren Plautus (död 184 f. Kr.). 